# الكسندر تشي
الكسندر تشي (بالإنجليزية: Alexander Chee)‏ هو صحفي وكاتب وشاعر أمريكي، ولد في 21 أغسطس 1967 في رود آيلاند في الولايات المتحدة.